# Rachel, Jack and Ashley Too
"Rachel, Jack and Ashley Too" é o terceiro e último episódio da quinta temporada da série antológica Black Mirror. Escrito pelo showrunner Charlie Brooker e dirigido por Anne Sewitsky, o episódio foi lançado na Netflix, junto com o restante da temporada, em 5 de junho de 2019.
O episódio gira em torno de Ashley O (Miley Cyrus), uma cantora pop limitada criativamente por sua equipe de gerenciamento, e duas irmãs adolescentes de personalidades opostas, Rachel (Angourie Rice) e Jack Goggins (Madison Davenport). Para elaborar a trama, Brooker baseou-se em um roteiro de sitcom escrito por ele alguns anos antes.
As músicas "Head Like a Hole" e "Right Where It Belongs", do Nine Inch Nails, são usadas no episódio junto a seus respectivos remixes, "On a Roll" e "Right Where I Belong", cantados por Ashley O. O episódio recebeu avaliações mistas dos críticos especializados, que elogiaram a atuação de Cyrus, mas desaprovaram o enredo e o ritmo.

## Enredo
Em seu aniversário de 15 anos, Rachel Goggins (Angourie Rice) recebe uma boneca de IA recém-lançada chamada "Ashley Too", que tem personalidade inspirada em sua cantora pop favorita, a superstar Ashley O (Miley Cyrus). Rachel começa a confiar na boneca, tratando-a como uma amiga em vez de um brinquedo, para o aborrecimento de sua irmã mais velha, Jack (Madison Davenport). Ashley Too convence Rachel a participar de um concurso de talentos da escola, mas a apresentação acaba mal. Jack esconde a boneca no sótão e diz a Rachel que a jogou fora.
Enquanto isso, Ashley O está insatisfeita com sua imagem atual e escreve novas músicas que Catherine (Susan Pourfar), sua tia e empresária, acredita que vão minar o crescente sucesso da cantora. Catherine descobre que Ashley não estava tomando medicação para conter seus abalos psicológicos. No jantar, Ashley declara que poderá quebrar o contrato com Catherine, uma vez que a medicação é ilegal. No entanto, a empresária misturou a comida de Ashley com uma grande dose do medicamento, o que a deixa em coma. Catherine alega à imprensa que Ashley teve uma reação alérgica a frutos do mar.
Ao ouvir as notícias sobre Ashley, Jack devolve Ashley Too a Rachel, que coloca o brinquedo em uma prateleira. Seis meses depois, Ashley Too é ativada por uma reportagem na televisão, descobre sobre o coma de Ashley O e que Catherine usou tecnologia para extrair música dos sonhos da cantora para um novo álbum, combinando scans com as gravações de voz feitas para as bonecas. Aparentemente, Ashley Too começa a dar defeito e as irmãs a ligam ao computador do pai e, sem saber, removem um "limitador" que impedia que a boneca expressasse toda a personalidade da cantora, revelando que o brinquedo tem uma cópia digital completa da mente dela.
As duas garotas são convencidas pela boneca a ir na van de extermínio de ratos do pai até a casa de Ashley para coletar evidências digitais do laptop da popstar. Chegando lá, Ashley Too, com a intenção de sacrificar a cantora, desconecta o que acredita ser os aparelhos que a mantêm viva. No entanto, revela-se que o equipamento mantinha Ashley em coma apenas simulado. Ashley O acorda e as três fogem com a boneca, partindo para o local onde Catherine está apresentando Ashley Eternal, um substituto holográfico para a cantora. Seguidas de perto pela polícia, elas colidem com a van no palco. Ashley sai do veículo e a empresária percebe que seu plano falhou.
Algum tempo depois, Ashley torna-se uma musicista alternativa (agora conhecida como 'Ashley Fuckn O') e toca junto com Jack em uma casa noturna, enquanto Rachel e Ashley Too assistem à apresentação. O pai das garotas tenta conversar com o barman sobre suas invenções para o extermínio de ratos e duas antigas fãs de Ashley saem do estabelecimento, totalmente decepcionadas com a nova direção de seu ídolo. 

## Produção
A quinta temporada de Black Mirror foi produzida pela Netflix e lançada em 5 de junho de 2019. A produção começou com Black Mirror: Bandersnatch, inicialmente planejado como parte do programa, mas que cresceu em escopo até o ponto em que foi decidido separá-lo da série e lançá-lo como um filme interativo autônomo, cuja estreia ocorreu em 28 de dezembro de 2018. Ao contrário da temporada anterior, constituída de seis episódios, Brooker preferiu disponibilizar apenas três episódios nesta para que os espectadores não tivessem que esperar por muito tempo pela temporada seguinte. A Netflix lançou um trailer da quinta temporada em 15 de maio de 2019 e um trailer individual de "Rachel, Jack and Ashley Too" em 21 de maio.

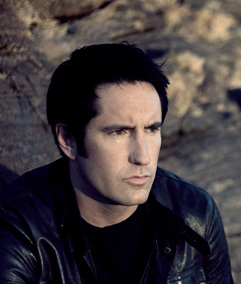
As canções interpretadas por Ashley O são remixes de músicas do Nine Inch Nails, aprovados por Trent Reznor (na imagem), líder da banda.

O episódio foi escrito por Brooker, que se baseou no roteiro de uma sitcom, escrito anos antes por ele, sobre uma banda punk cujos integrantes são mortos por um ministro conservador e depois retornam à vida e se deparam com seu empresário explorando suas mortes para obter lucro. Também serviram como inspiração para o episódio as performances holográficas reais de artistas mortos, como Prince, Whitney Houston e Amy Winehouse; Brooker opina que os hologramas são "macabros" e observa que esses artistas "geralmente falecem em circunstâncias extremamente trágicas".
A produtora executiva Annabel Jones enfatizou a influência positiva de Miley Cyrus no projeto, elogiando a atuação convincente da cantora, a ajuda proporcionada por sua experiência pessoal de estrela pop e a sensação de vulnerabilidade que ela trouxe para o papel de Ashley. Segundo Jones, Cyrus mostrou-se uma artista que quer ser um indivíduo e sonha em escapar de sua função de veículo comercial, e que soube lidar efetivamente com o humor do episódio, o qual "fica cada vez mais intenso, sarcástico e satírico" conforme a trama se desenrola.
Embora a história seja ambientada nos Estados Unidos, as filmagens ocorreram na Cidade do Cabo e em seus arredores, na África do Sul. Brooker afirmou que a série nunca foi filmada nos Estados Unidos, pois ele concluiu que lá os custos de produção são muito altos e também por haver receio de gravar em um país cuja população tem grande facilidade de acesso a armas de fogo. Além disso, o showrunner enfatizou que os lugares e paisagens necessários para as filmagens podem ser encontrados fora dos Estados Unidos. Na Cidade do Cabo, muitos locais assemelham-se a Los Angeles e toda a equipe foi enviada para lá. O envolvimento de Cyrus com a série foi sugerido pela primeira vez por volta de novembro de 2018, quando a artista foi notada durante as filmagens.
As canções interpretadas por Ashley no episódio são remixes de músicas do Nine Inch Nails: "Head Like a Hole" foi renomeada para "On a Roll" e "Right Where It Belongs" foi adaptada para "Right Where I Belong". Trent Reznor aprovou as adaptações das letras reescritas por Brooker, as quais tornaram as músicas mais "alegres". Uma reescrita de "Hurt" para "Flirt" foi feita, mas não chegou a ser incluída no episódio. Brooker comentou que todas as músicas usadas no episódio ganharam videoclipes, os quais seriam disponibilizados gradativamente pela Netflix. O vídeo de "On a Roll" foi lançado no YouTube em 13 de junho de 2019, e adicionado a vários serviços de streaming de música em 14 de junho do mesmo ano.

## Recepção
O episódio tem uma classificação de 47% no Rotten Tomatoes, baseado em 38 revisões de críticos especializados, o que indica críticas predominantemente negativas. É o episódio de menor audiência da série até hoje.
Alexandra Pollard, escrevendo para o The Independent, classificou o episódio com quatro de cinco estrelas. Criticando que a primeira metade da atração tem um ritmo fraco, Pollard observa que "existe uma ligeira abundância de ideias", mas elogia a última metade do episódio como um "filme de assalto divertido e bem pensado".
Adam White, em crítica publicada no The Telegraph, avaliou o episódio com três de cinco estrelas. Considerando a trama "desnecessariamente fragmentada", mas "tematicamente presciente", White concluiu que o roteiro baseou-se em "declarações vagamente banais sobre a insipidez do pop e a falta de cuidado proporcionada a algumas de suas estrelas mais lucrativas". Apesar disso, ele elogiou o último terço do episódio por sua mudança de tom e pela "performance divertida de boca suja" de Cyrus.
Ao The Atlantic, David Sims elogiou o episódio como um "bizarro e intermitente fascinante melodrama da música pop", embora ele acreditasse que isso exigia uma "edição mais rigorosa". Sims comentou que o episódio tinha vários temas diferentes: o efeito da morte da mãe em Rachel e Jack; as ações das gravadoras e suas influências nos artistas; e o potencial de um músico produzido por holografia. Ele elogiou também o desempenho de Cyrus, particularmente como a voz de Ashley Too.
Michael Love Michael, da Paper, e Christopher Rosa, da Glamour, notaram paralelos com o movimento Free Britney. No episódio, Ashley O é detida e drogada contra sua vontade pela tia, que atua como sua assessora. Em abril de 2019, um denunciante alegou que o pai de Spears, que obteve da justiça em 2008 a tutela da cantora, a internou compulsoriamente após ela ter se recusado a tomar sua medicação. Um juiz ordenou uma investigação sobre a tutela de Spears em maio de 2019, cujas conclusões serão apresentadas em setembro do mesmo ano.